# Berenice (Poe)

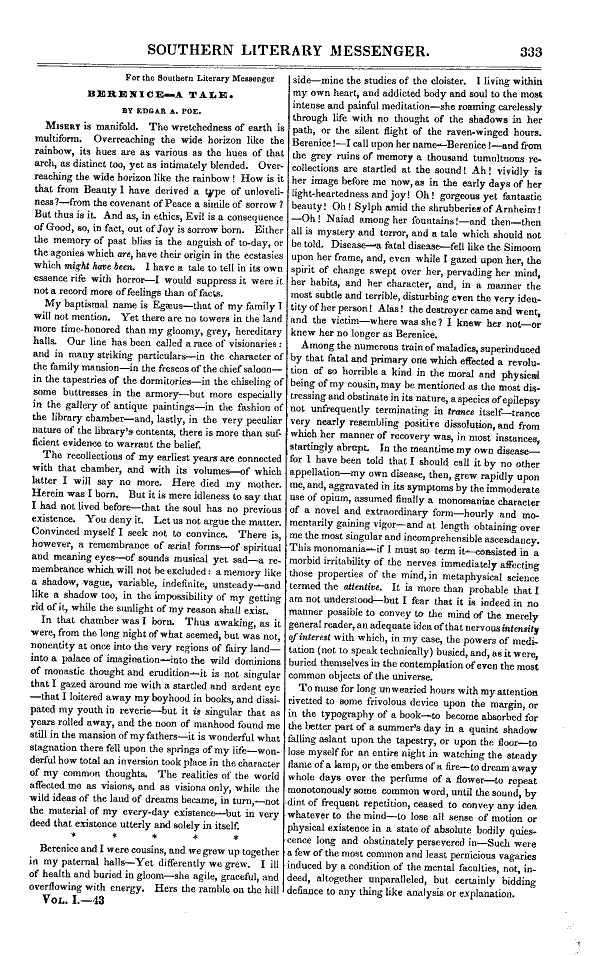
Berenice, Erstveröffentlichung in der Zeitschrift Southern Literary Messenger, 1835

Berenice ist eine 1835 veröffentlichte Erzählung von Edgar Allan Poe. In ihr wird das Hinübergleiten des Ich-Erzählers in eine geistige Krankheit geschildert, die ihn schließlich eine grauenvolle Tat begehen lässt – ohne dass er sich dessen erinnern kann.

## Handlung
Der kränkelnde Ich-Erzähler Egeus wächst im Schloss seiner Vorfahren gemeinsam mit seiner Cousine, der anmutigen und lebhaften Berenice, auf. Nach einiger Zeit wird Berenice von einer epilepsieartigen Krankheit befallen, die ihren Körper schwächt, ihr Wesen entstellt und ihren Geist umnebelt. Auch Egeus sinkt in einen Zustand geistiger Umnachtung, in dem er sich stunden- und tagelang einzig auf banale Gegenstände oder einzelne gelesene Sätze konzentriert, in deren Betrachtung versinkt, um schließlich ab und an wieder aus diesem tranceartigen Zustand aufzutauchen und ein gewisses Maß an geistiger Klarheit zurückzugewinnen. Trotz des mysteriösen Siechtums beider Protagonisten verspricht Egeus Berenice „in einer bösen Stunde“ die Ehe.
„Der Tag, den wir für die Hochzeit festgesetzt hatten, nahte heran.“ Egeus glaubt sich allein in seinem Studierzimmer. Doch plötzlich steht Berenice in dunkler Kleidung vor ihm. Er ist erschrocken über ihre abgemagerte, hohe Gestalt und den Anblick ihrer leblosen Augen und ihrer „dünnen, zusammengeschrumpften Lippen“. Als sie, ohne ein Wort zu sprechen, mit einem „besonderen, bedeutsamen Lächeln“ ihren Mund öffnet, fühlt er sich danach vom „weißen Gespenst ihrer Zähne“ völlig beherrscht und glaubt, „dass nur ihr Besitz allein [ihm] jemals Frieden, jemals den Verstand zurückgeben könne.“ Er versinkt bis zum nächsten Abend in eine Art Monomanie, aus der ihn der Schrei einer Dienerin aufschreckt. Er erfährt, dass Berenice „nicht mehr sei! Am frühen Morgen hatte ein Epilepsieanfall sie heimgesucht. Nun, bei Einbruch der Nacht, waren die Vorbereitungen zur Bestattung beendet“.
An dieser Stelle folgt eine für den Effekt der Erzählung entscheidende Amnesie des Icherzählers, die Poe so umschreibt:
Ich wußte, dass es Mitternacht war und dass man nach Sonnenuntergang Berenice begraben hatte. Doch besaß ich keine Vorstellung von dem, was sich in der Zwischenzeit zugetragen hatte. Meine Erinnerung daran war ein Gefühl wie Schrecken, den seine Unbestimmtheit nur grausiger, wie Entsetzen, das seine Gegenstandslosigkeit nur noch grässlicher machte. Es war eine fürchterliche Stunde meines Lebens, angefüllt mit nebelhaften, unaussprechlichen, scheußlichen Erinnerungen. Ich bemühte mich, die Wirklichkeit zu erkennen, die ihnen zugrunde lag; vergebens!
Dann betritt ein Diener „bleich wie ein dem Grabe Entstiegener“ das Bibliothekszimmer. Während Egeus auf seinem Schreibtisch mit ihm unbegreiflichem Schrecken ein kleines, an sich wohlbekanntes Kästchen betrachtet, berichtet der Diener „von der Schändung des Grabes, von dem entstellten, aus den Leichentüchern gerissenen Körper, der noch stöhnte, noch pulsierte, noch lebte!“  Er weist Egeus auf dessen mit Dreck und Blut verschmutzte Kleider, auf seine von Fingernägeln zerkratzten Hände und den Spaten an der Wand hin. In Panik öffnet daraufhin Egeus das Kästchen, es entgleitet ihm und es fallen „zahnärztliche Instrumente heraus und zweiunddreißig kleine, weiße, wie Elfenbein schimmernde Gegenstände“ – Berenices Zähne, wie nicht ausdrücklich gesagt, dem Leser aber ohne jeden Zweifel klar wird.

## Deutung
Der Schlüssel für eine biografisch orientierte Deutung der Erzählung dürfte sich bereits im zweiten Absatz der Erzählung finden:
Alle Erinnerungen aus meiner frühen Jugend sind mit diesem Zimmer und seinen Büchern, von denen ich jedoch nichts weiter sagen will, aufs engste verbunden. In diesem Gemach starb meine Mutter. Hier wurde ich geboren.
Poe hatte seine Mutter bereits als Kleinkind verloren. Die hier benutzte Formulierung lässt die Möglichkeit zu, dass die Mutter von Egeus bei der Geburt gestorben ist, dass er sie also unwillentlich durch seine Geburt getötet hat. In seiner Cousine Virginia Clemm, die wie seine Mutter ebenfalls an Tuberkulose litt (und an ihr sterben sollte), hatte Poe eine Lebensgefährtin gefunden. Die fetischistische Fokussierung auf Details, im Verlauf der Erzählung auf die Zähne Berenices, ist einerseits charakteristisch für die verschobene Wahrnehmung des Opium-Konsumenten, andererseits aber auch Ausdruck der Inzestangst, die Muttergeliebte betreffend: Zur Hochzeit kommt es nicht, und nicht ohne Grund hebt der Ich-Erzähler hervor:
Ich wußte bestimmt, dass ich sie (Berenice) in den strahlenden Tagen ihrer unvergleichlichen Schönheit nicht geliebt hatte.
Den Namen Berenice hat Poe vielleicht gewählt, weil es ein Sternbild gibt mit dem Namen Haar der Berenike. Das Haar spielt kurz vor ihrem Tod eine besondere Rolle, als es sich von schwarz in gelb verfärbt:
Ihr früher pechschwarzes Haar fiel zum Teil über die Stirn und beschattete die hohlen Schläfen mit zahllosen Locken von schreiend gelber Farbe, deren phantastischer Anblick grausam gegen die müde Trauer ihrer Züge abstach.
Es ist darauf hingewiesen worden, dass diese Haarfarbe derjenigen von "Das Leben im Tode" in The Ancient Mariner des von Poe hochverehrten Samuel Taylor Coleridge entspricht.

## Motto und Zitat
Berenice ist die englische Form des antiken Namens Berenike. Er wurde zu Poes Zeiten so ausgesprochen, dass er sich auf "very spicy" reimte. Das im Text wieder aufgenommene lateinische Motto lautet übersetzt: "Meine Freunde sagten mir, ich würde Erleichterung meines Unglücks finden, wenn ich das Grab meiner Liebsten aufsuchte." Das Zitat "Que tous ses pas etaient des sentiments" (Übersetzung: "Dass alle ihre Schritte Gefühle waren.") bezieht sich auf die Tänzerin Marie Sallé.

## Ausgaben
- Verlag Klaus Bielefeld, Friedland 1999 ISBN 3932325877
- Poe: Erzählungen. Reihe: Internationale Klassiker, Werkausgabe. Deutscher Bücherbund, Gütersloh 1959 u. ö. (Lizenz des Winkler Verlags München). Aus dem amerikanischen Englisch[1]
  - wieder Reclams Universalbibliothek, Stuttgart 1989 ISBN 3150086191[2]
- Poe: Romantische Liebesgeschichten: Morella, Eleonora, Berenice, Das ovale Portrait, Ligeia. Übers. Paul Steegemann. Vier Zeichnungen und Einband von Ernst Schütte[3]. Der Zweeman Verlag – Robert Goldschmidt, Hannover 1919
- Online-Ausgabe siehe Weblinks

## Bearbeitungen
- Durs Grünbein hat Poes Berenice 2004 zur Grundlage eines Librettos gemacht, das von Johannes Maria Staud vertont wurde.
- Edgar Allan Poe (Hörspielserie), Hörspiel, frei nach Poe
- Éric Rohmer hat die Geschichte 1954 verfilmt. Rohmer spielte selber die Hauptrolle.
- Lukas Jüliger verarbeitete die Erzählung in seiner in der Reihe Die Unheimlichen (hrsg. von Isabel Kreitz) erschienenen Graphic Novel Berenice (Carlsen Verlag, Hamburg, 2018). Als „eine verstörende, in die Gegenwart versetzte Adaptation der gleichnamigen Kurzgeschichte Edgar Allan Poes“ wurde die Arbeit in der taz bezeichnet.[4]

## Notizen
1. ↑  Übersetzer A. von Bosse, M. Bretschneider, J. von der Goltz, H. Kauders und W. Widmer; Nachwort John O. McCormick. Ohne ISBN
2. ↑  S. 19–29. Weitere Ausg. bei Artemis & Winkler – Patmos, Düsseldorf 2001, ISBN 3538069336. Im Online-Buchhandel einsehbar
3. ↑  Ernst Heinrich Conrad Schütte, 1890–1951, Bühnenbildner und Grafiker
4. ↑  Christoph Haas, Comics vom Ende der Welt, Die Tageszeitung, 9. August 2020.